# Palácio do Santo Ofício

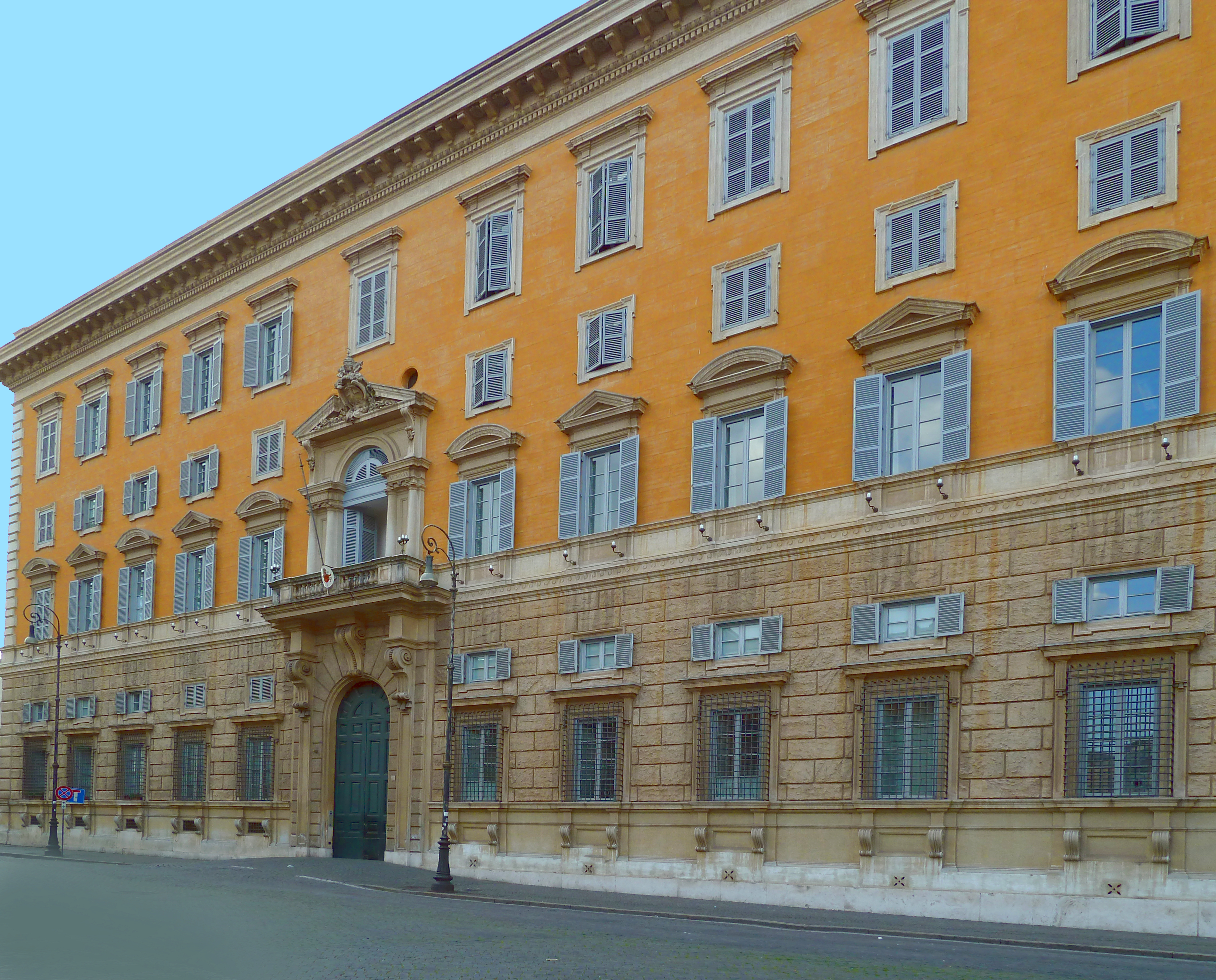
Palácio do Santo Ofício

Palácio do Santo Ofício (em italiano:  Palazzo del Sant'Uffizio) é um palácio que é uma propriedade extraterritorial da Santa Sé e abriga atualmente o Dicastério para a Doutrina da Fé.

## História
Construído na década de 1500, o palácio fica ao sul da Basílica de São Pedro, perto da "entrada petrina" do Vaticano, fora dos limites da cidade-estado para o sudeste. É uma das propriedades extraterritoriais da Santa Sé reguladas pelos Tratados de Latrão, de 1929, assinado com o Reino da Itália.
Foi ali que o cardeal Joseph Ratzinger, depois papa Bento XVI, trabalhou como prefeito da Congregação pela Doutrina da Fé.